# Territorio del Kansas
Il Territorio del Kansas  è stato un territorio organizzato incorporato degli Stati Uniti d'America, creato congiuntamente al Territorio del Nebraska con il Kansas-Nebraska Act del 30 maggio 1854; la parte orientale del territorio fu ammessa negli Stati Uniti come Stato federato del Kansas il 29 gennaio 1861, mentre la parte occidentale fu assegnata il 28 febbraio seguente all'appena formato Territorio del Colorado.

## Storia
L'area occupata dal Territorio del Kansas entrò a far parte degli Stati Uniti con l'acquisto della Louisiana del 1803, ma per più di cinquant'anni rimase un territorio non organizzato, privo di una sua autonoma amministrazione. Il Territorio fu infine istituito il 30 maggio 1854 con il Kansas-Nebraska Act, una legge del Congresso degli Stati Uniti d'America proposta dal senatore democratico Stephen A. Douglas: il nuovo Territorio si estendeva lungo una striscia orizzontale dal confine con lo Stato del Missouri a est fino alle pendici orientali delle Montagne Rocciose a ovest, mentre il confine settentrionale era delimitato dal 40º parallelo nord e quello meridionale dal 37º parallelo nord. La prima riunione dell'assemblea legislativa locale si svolse nella cittadina di Pawnee (oggi una città fantasma vicino a Fort Riley) tra il 2 e il 6 luglio 1855, ma in seguito la capitale del territorio fu spostata prima a Fort Leavenworth e poi a Lecompton; il primo governatore, Andrew Horatio Reeder, entrò in carica il 29 giugno 1854.

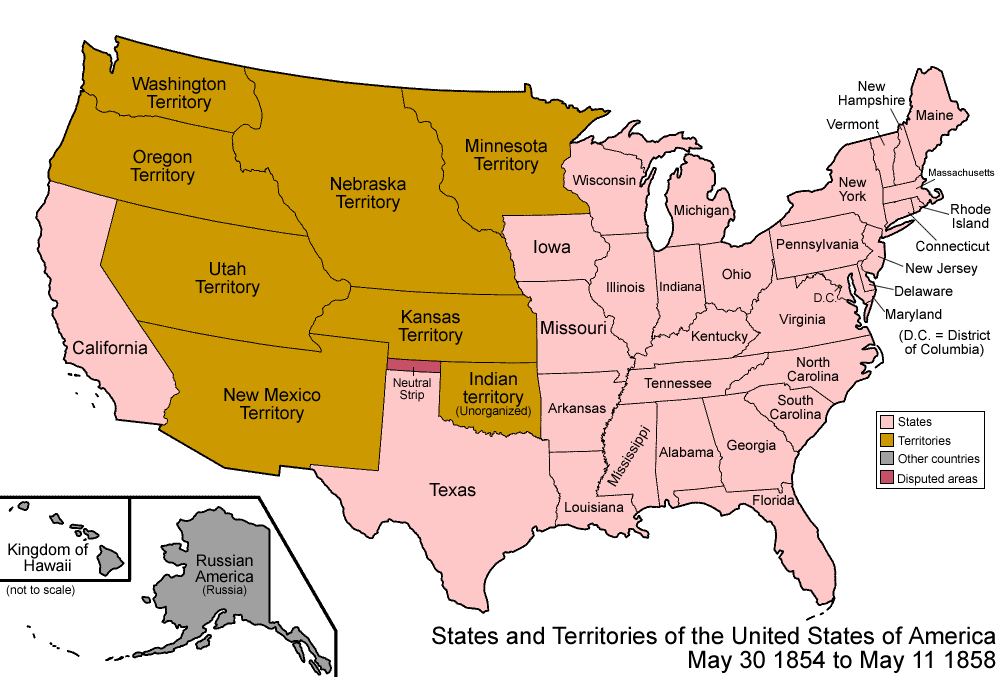
Gli Stati Uniti al 30 maggio 1854, dopo la creazione del Territorio del Kansas

Fin dal principio il Territorio del Kansas si ritrovò coinvolto nello scontro politico tra i sostenitori della schiavitù e gli abolizionisti: contravvenendo ai principi stabiliti dal Compromesso del Missouri del 1820 e accogliendo invece quelli formulati nel Compromesso del 1850, la decisione se il Kansas sarebbe stato un territorio schiavista o abolizionista venne rimessa a un voto delle popolazioni locali al momento della sua ammissione nell'Unione come Stato federato. Subito dopo la proclamazione del nuovo Territorio diverse centinaia di cittadini del Missouri, uno Stato schiavista, attraversarono il confine e tentarono di acquistare la proprietà della maggior parte possibile delle nuove terre, al fine di garantire una solida maggioranza pro-schiavitù tra la popolazione locale; in risposta, comitati abolizionisti dell'est organizzarono una serie di migrazioni di massa nel nuovo Territorio a partire dagli Stati della Nuova Inghilterra, dall'Ohio e dall'Iowa: questi nuovi immigrati, ribattezzati Free-Stater, presero a insediarsi nelle regioni centro-orientali, mentre le cittadine lungo il corso del fiume Missouri erano saldamente in mano ai favorevoli alla schiavitù (Border Ruffian).
La contesa tra Free-Stater e Border Ruffian si fece ben presto aspra. Un'assemblea costituzionale organizzata dagli abolizionisti a Topeka portò alla redazione il 15 dicembre 1855 di una costituzione che bandiva la schiavitù dal Kansas, documento fortemente avversato dai Border Ruffian e dal nuovo governatore del Territorio, Charles Robinson; la Costituzione di Topeka fu inviata a Washington per l'approvazione definitiva da parte del Congresso, ma il progetto si arenò a causa dei feroci contrasti tra abolizionisti e schiavisti. I pro-schiavitù redassero a loro volta una Costituzione (Costituzione di Lecompton) nel settembre del 1857, la quale proclamava il Kansas come uno Stato schiavista, a cui i Free-Stater risposero redigendo un nuovo testo costituzionale abolizionista (Costituzione di Leavenworth) nel maggio del 1858; la contesa politica degenerò ben presto in aggressioni e scontri armati tra le opposte fazioni, in quello che fu ribattezzato Bleeding Kansas ("Kansas Insanguinato").
La situazione politica venne infine sbloccata con l'approvazione di un nuovo testo costituzionale abolizionista (Costituzione di Wyandotte) il 29 luglio 1859, documento approvato da un referendum popolare il 4 ottobre seguente. Il testo fu mandato al Congresso per l'approvazione, ma dopo essere riuscito a superare il vaglio della Camera dei rappresentanti rimase a lungo bloccato al Senato per l'ostruzionismo dei senatori schiavisti; tuttavia, con l'avvio della secessione degli Stati del sud, preambolo alla successiva guerra di secessione americana, la maggioranza al Senato di Washington cambiò in favore degli abolizionisti e il 21 gennaio 1861 il Kansas fu ammesso come 34º Stato federato dell'Unione.
L'area occidentale del Territorio, inizialmente scarsamente colonizzata da bianchi e abitata solo da tribù di nativi americani, conobbe un incremento di attenzione nel luglio del 1858, quando la scoperta di vasti giacimenti auriferi nelle Montagne Rocciose diede avvio alla cosiddetta "corsa all'oro del Pike's Peak": i minatori si sentivano scarsamente rappresentati dalle lontane istituzioni del Kansas, e tentarono di dare vita a una propria amministrazione proclamando l'istituzione del "Territorio di Jefferson" il 24 ottobre 1859, mossa che non trovò però l'approvazione formale da parte del governo federale. Con l'elevazione del Kansas a Stato federato, tuttavia, il confine occidentale fu arretrato all'altezza del 102º meridiano ovest, assegnando la porzione più a ovest al nuovo Territorio del Colorado proclamato il 28 febbraio 1861.